# Aeroportul Municipal Alpine-Casparis
Aeroportul Municipal Alpine-Casparis (IATA: ALE, FAA LID: E38) este un aeroport din Texas, Statele Unite ale Americii ce deservește zona Alpine. Aeroportul a fost tranzitat în 2019 de 6 pasageri. A fost numit după zona deservită.
Situat la o altitudine de 1.376 m, aeroportul dispune de 2 piste.

## Infrastructură

### Piste
Aeroportul dispune de 2 piste. Pista 01/19 are suprafața de asfalt și dimensiunile 6.002 picioare × 75 picioare. Pista 05/23 are suprafața de asfalt și dimensiunile 5.018 picioare × 60 picioare. 